# Magyarhomorog
Magyarhomorog là một thị trấn thuộc hạt Hajdú-Bihar, Hungary. Thị trấn này có diện tích 39,56 km², dân số năm 2010 là 832 người, mật độ 21 người/km².